# 濃厚接触
濃厚接触（のうこうせっしょく）とは、感染症に罹りうる状態にあるものと病原体を媒介するものとの接触のうち、感染が成立する可能性が特に高いものをいう。何が媒介になるかは感染症の種類によって異なるが、すでに感染しているヒトその他の動物のほか、病原体が付着したり混入したりした状態の物質などがありうる。感染症サーベイランスにおいて、既発見の感染者の接触歴を順次たどっていく接触者調査の方法（積極的疫学調査ともいう）をとる場合、濃厚接触が優先的に探索対象となる。また、濃厚接触が疑われるケースについて、診断によって感染が確定する前に隔離などの措置を予防的にとることがある。
どのような条件があると感染の可能性が高くなるかは、感染症の種類によって異なる。感染の可能性の違いは相対的なものであり、濃厚接触でなければ感染しないというわけではない。濃厚接触のないケースも、感染している可能性があると判断されれば、調査や隔離の対象となりうる。

## 日本での運用

### 結核
日本の感染症法は、結核を「二類感染症」に位置付けている。結核の患者が見つかった場合、同法の17条の規定「都道府県知事は、……当該感染症にかかっていると疑うに足りる正当な理由のある者に対し当該感染症にかかっているかどうかに関する医師の健康診断を受け……るべきことを勧告することができる」 に基いて健康診断が実施される。その対象者のなかには、患者の感染性期間（結核を他人に感染させる可能性のある期間のこと）に、その患者と同じ空間にいた者（接触者）がふくまれる。接触者のうちで、接触が濃密、高頻度、または長期間であったものが「濃厚接触者」(close contact) であり、同居家族、仕事等で毎日のように部屋を共有していた者、同じ車に週に数回以上同乗していた者、換気の乏しい狭隘な空間を共有していた者、同じ集団生活施設に入所していた者、患者に対する不十分な感染防護下での検査等に従事した者などが該当する。濃厚接触者は一般に健康診断を受ける必要性が高いが、実際に健康診断を受けさせる勧告を行うかどうかは、接触状況以外の要素（もし感染していた場合の重症化のリスクなど）も総合して決定する。濃厚接触者でない者（通常接触者）も対象になりうる(p9)。

### 2009年新型インフルエンザ
日本における2009年新型インフルエンザ流行時には、地域で集団発生をみた場合に、感染症法第15条第1-3項に基づいて接触者調査がおこなわれた。厚生労働省作成のマニュアルは、つぎのどれかに該当する者を「濃厚接触者」とする。
- 患者と同一住所に居住する者
- 個人防護具を適切に装着せずに患者の処置にかかわった医療関係者
- 感染防御なしに、患者との比較的長時間の直接の対面での接触があった者

### 2019年新型コロナウイルス感染症
2019年新型コロナウイルス感染症（COVID-19）感染対策の積極的疫学調査では、感染可能期間 にCOVID-19患者が接触した者のうち、次の範囲に該当する者が「濃厚接触者」(close contact) である。
- 患者と同居あるいは長時間の接触（車内、航空機内等を含む）があった者
- 適切な感染防護なしに患者を診察、看護、介護していた者
- 患者の気道分泌液などの汚染物質に直接触れた可能性が高い者
- 近距離（目安として1メートル）で、必要な感染予防策なしで、患者と15分以上の接触があった者

#### 受容
「濃厚接触」ということばは2019年以前には一般にはほとんど知られていなかったが、2020年のCOVID-19流行とともに頻繁に使われるようになった。「濃厚接触者」は2020年のユーキャン新語・流行語大賞30語にノミネートされている。
身体的接触を想起させる表現のため、直接触れなければ近距離での会話をしても該当しないという誤解が生じがちだという指摘がある。